# 4-8-8-4 Big Boy
Big Boy var järnvägsbolagets Union Pacifics största ånglok. Loket var 40,5 meter långt, 4,94 meter högt och 3,5 meter brett med en vikt av runt 550 ton. Dess maskineri slukade så mycket kol att det fick matas med en skruv som driver fram bränslet från tendern till fyrboxen, en så kallad Stoker-matning. 
Loken var så långa att de var tvungna att vara ledade (mallet-typ) för att klara kurvor. 25 exemplar med nummer 4000 - 4024 byggdes mellan 1941 och 1944. De kunde dra tåg som var 9 kilometer långa. De skulle klara av både att dra tunga tåg i bergsområden, och att nå en hastighet av 100 km/h. Trots sin storlek kan de komma upp i 130 kilometer i timmen. Loket hade en rostyta på 13,97 m² och en överhettningsyta på 189,9 m². Loket kunde ta 25,4 ton kol och 94,6 kubikmeter vatten.

## Bevarade lok
8 av 25 lok har bevarats. UP4014 är sedan maj 2019 restaurerad till körbart skick.
- 4004: Holliday Park, Cheyenne, Wyoming 41°08′12.30″N 104°47′59.4″V / 41.1367500°N 104.799833°V
- 4005: Forney Transportation Museum, Denver, Colorado 39°46′37.38″N 104°58′13.8″V / 39.7770500°N 104.970500°V
- 4006: Museum of Transportation, St. Louis, Missouri 38°34′19.73″N 090°27′40.0″V / 38.5721472°N 90.461111°V
- 4012: Steamtown National Historic Site, Scranton, Pennsylvania 41°24′26.96″N 075°40′10.8″V / 41.4074889°N 75.669667°V
- 4014: Railway and Locomotive Historical Society, Southern California Chapter, Fairplex, Pomona, California 34°05′01.44″N 117°46′14.44″V / 34.0837333°N 117.7706778°V
- 4017: National Railroad Museum, Green Bay, Wisconsin 44°29′02.70″N 088°02′55.1″V / 44.4840833°N 88.048639°V
- 4018: Museum of the American Railroad, Dallas, Texas 32°46′58.32″N 096°45′49.4″V / 32.7828667°N 96.763722°V
- 4023: Kenefick Park, Omaha, Nebraska 41°13′49.03″N 095°54′54.3″V / 41.2302861°N 95.915083°V

## Challenger
Det finns en föregångare till Big Boy; Union Pacifics 4-6-6-4 Challenger. Det är världens största ånglokomotiv som fortfarande är i drift. Det är 36 meter långt, nästan fem meter högt, drivhjulens höjd är nästan två meter och vikten är nästan samma som sin större bror, Big Boy. Nummer 3985 är det sista exemplaret av de 105 lok som byggdes mellan 1936 och 1943. Förutom kol hälldes även sand in i fyrboxen. Sanden sotade tuberna. Enligt uppgift slets tuberna genom erosion av kol- och askpartiklar samt av sanden så kraftigt att de behövde bytas var åttonde månad. 